# Speculazione

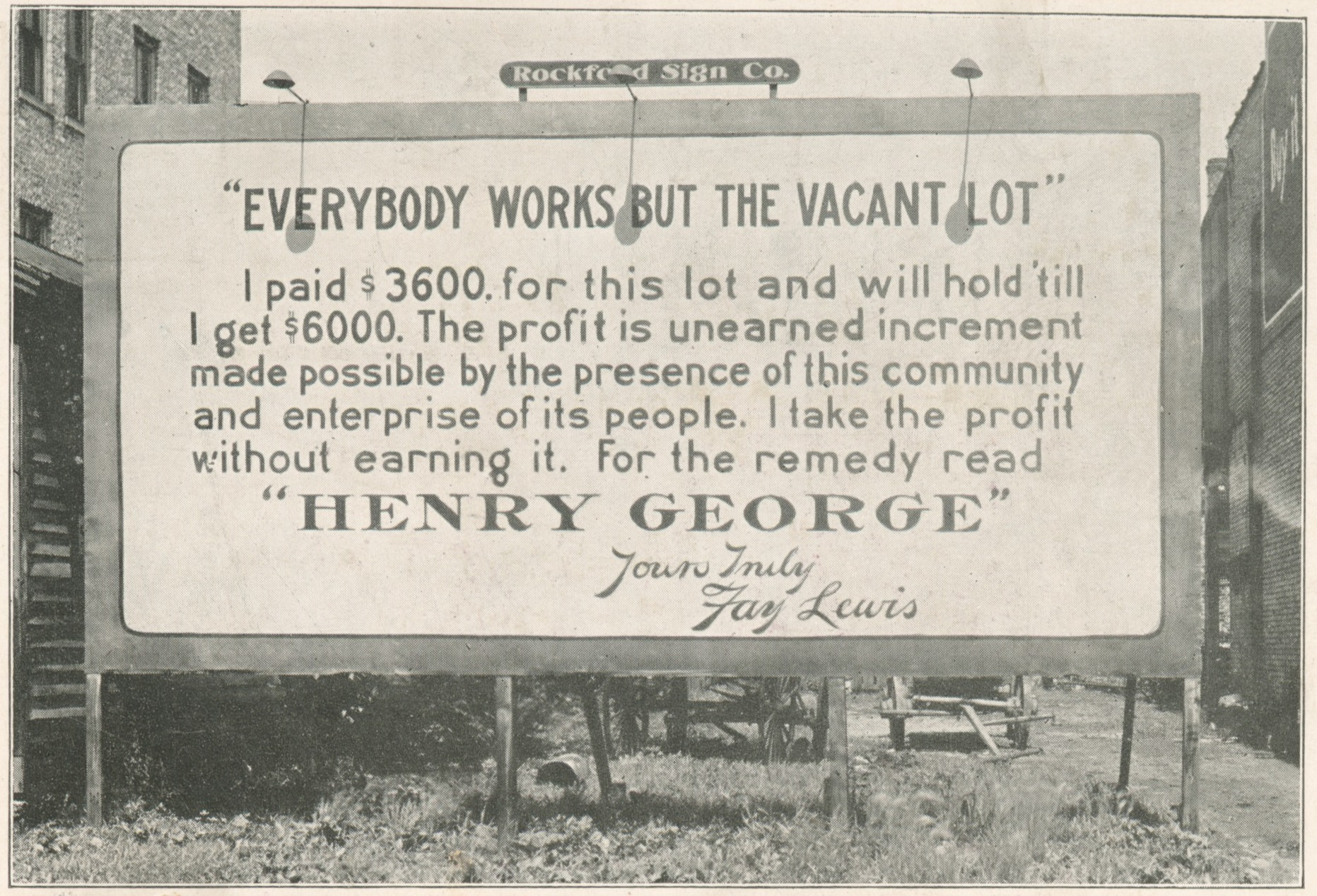
Cartellone del 1914 che critica la speculazione sulla terra e che cita Henry George

La speculazione nel commercio è l'acquisto di un bene di qualche tipo con la speranza che il suo valore aumenti in tempi brevi (es. speculazione edilizia). Nella finanza è la pratica di effettuare operazioni rischiose nel tentativo di ottenere un guadagno da fluttuazioni del mercato in tempi brevi piuttosto che tramite le finalità intrinseche dello strumento (come i dividendi nel caso delle azioni). 

## Origine del termine
Nel senso comune del termine, per «speculazione» si intende una qualunque operazione intesa a ottenere un vantaggio o utile sfruttando senza scrupoli situazioni favorevoli.
Il termine speculazione nasce dalla voce latina specula (vedetta), da specere (osservare, scrutare), ovvero colui che compiva l'attività di guardia dei legionari.
Da qui deriva il senso etimologico di "guardare lontano" e "guardare in profondità con attenzione", e così in senso traslato "guardare nel futuro" o "prevedere il futuro". Già la voce in tardo latino speculatio, speculationis indica l'attività di indagine filosofica. Il termine viene utilizzato oggi in ambito filosofico con l'accezione di riflessione, meditazione, conservando quindi l'originario senso etimologico della vedetta romana che guarda in lontananza.

## Caratteristiche dell'attività
La differenza con molte altre attività di investimento, anch'esse basate sul concetto di valore atteso, è che nell'attività speculativa il valore atteso non si fonda su stime statistiche robuste, o quantomeno significative, ma deriva da un'attività previsiva puramente soggettiva. Si rifà a questa accezione il senso del termine usato in ambito filosofico di "produrre conseguenze da un'asserzione priva di solida base", che nella finanza equivale a produrre previsioni senza una solida base statistica. Ciò espone l'operatore speculativo a grandi rischi, i quali possono essere remunerati da altrettanto grossi guadagni, ma che possono anche portare al rapido fallimento del progetto speculativo e dell'azienda stessa.
La speculazione si differenzia dall'arbitraggio per il fatto che, mentre la prima opera sulle differenze di prezzo di uno stesso bene in tempi diversi, il secondo è un modo di lucrare sulle differenze di prezzo presenti in luoghi diversi. In altre parole, mentre l'arbitraggio ricerca il lucro nel fattore "spazio" (acquisto e vendita su due mercati diversi), la speculazione lo ricerca giocando sul fattore "tempo" (vendita successiva all'acquisto e viceversa).

### La posizione della teoria economica
Varie sono le definizioni di speculazione date dalle diverse correnti di pensiero economico. Nell'ambito dell'economia capitalistica due sono fondamentali: quella keynesiana e quella neoclassica.
Secondo John Maynard Keynes la speculazione era l'arte di capire cosa gli altri operatori di mercato avessero pensato riguardo al futuro: a questo proposito è famosa la metafora del concorso di bellezza. Per indovinare quale bella ragazza vincerà un concorso di bellezza il nostro parere conta poco perciò è inutile cercare di capire quale sia la donna più bella. Per indovinare la vincente dobbiamo invece cercare di capire come voterà la maggioranza dei giurati. La stessa cosa vale per il mercato azionario: bisogna indovinare come agirà la maggioranza degli operatori.
Gli speculatori possono essere innocui se sono delle bolle sopra un flusso regolare di intraprese economiche; ma la situazione è seria se le imprese diventano una bolla sospesa sopra un vortice di speculazioni. Quando l'accumulazione di capitale di un paese diventa il sottoprodotto delle attività di un Casinò, è probabile che le cose vadano male. Se alla Borsa si guarda come a un'istituzione la cui funzione sociale appropriata è orientare i nuovi investimenti verso i canali più profittevoli in termini di rendimenti futuri, il successo conquistato da Wall Street non può proprio essere vantato tra gli straordinari trionfi di un capitalismo del laissez faire. Il che non dovrebbe meravigliare, se ho ragione quando sostengo che i migliori cervelli di Wall Street sono in verità orientati a tutt'altri obiettivi.»
(J.M. Keynes, Teoria generale dell'occupazione, dell'interesse e della moneta, 1936)
I pensatori della scuola neoclassica invece intendono la speculazione come l'attività di un operatore che si assume dei rischi per i quali richiede un'adeguata remunerazione. Secondo questa scuola di pensiero lo speculatore è un elemento fondamentale del mercato poiché assicura liquidità e concorre alla formazione di un prezzo efficiente.
Secondo Ludwig von Mises, appartenente alla scuola austriaca, ogni attore economico è uno speculatore, in quanto l'azione umana è sempre diretta verso il futuro che è di per sé sconosciuto e quindi incerta. Il modo distintivo di pensare dello speculatore sta nella capacità di comprendere i vari fattori che determineranno il corso degli eventi futuri. Ogni genere di investimento è quindi una forma di speculazione.
Sempre secondo Mises, "la speculazione anticipa i futuri cambiamenti dei prezzi; la sua funzione economica consiste nel pareggiare le differenze di prezzo tra differenti luoghi e differenti punti nel tempo e, attraverso la pressione esercitata sulla produzione e sul consumo, nell'adattare domanda ed offerta l'uno all'altro".

## Tipologia

### Scorte speculative
La speculazione non si concentra soltanto in Borsa, ma anche nei mercati dell'economia reale.
Le scorte speculative consistono nell'acquisto all'ingrosso di grandi quantità di beni materiali indifferenziati (commodity come petrolio, gas, materie prime, grano) e di consumo, che vengono tenuti in magazzino in attesa di una vendita futura a prezzi maggiori.
Si diffonde nei periodi di ripresa economica e di crescita dei prezzi a due cifre, come accadde in Italia negli anni del primo dopoguerra.
Più raramente le scorte speculative riguardano beni intermedi degli operatori economici, dove il tempo crea un rischio di obsolescenza tecnologica, e perdita di valore.
I prodotti derivati (opzione put e opzione call) assegnano legalmente un diritto all'acquisto o vendita di beni a un prezzo e quantità noti, diritto che se esercitato permetterebbe la creazione o lo smobilizzo di scorte speculative.
In genere gli operatori si limitano a una regolazione dei pagamenti, senza movimentazione fisica delle merci.

### Speculazione sui tassi di cambio
La fuga dei capitali all'estero può essere motivata da una legislazione fiscale più vantaggiosa, ma anche dalla stabilità monetaria del Paese ospitante. Un'inflazione a due cifre mette a serio rischio nel tempo il valore reale e il potere di acquisto dei depositi bancari: un bene che all'anno t0 costava 100 unità di moneta, all'anno t+1 lo stesso bene costa 110.
Viceversa, la svalutazione sostiene le esportazioni, ma la stessa politica monetaria rende molto vantaggioso il rientro dei capitali, che lucrano la differenza sul tasso di cambio.
La speculazione si basa anche su transazioni di cambio molto frequenti nel tempo, e di bassissimo guadagno unitario (high-frequency trading). Anche se nei mercati c'è perfetta simmetria informativa perché i tassi di cambio fra le principali monete sono noti a tutti in tempo reale, esistono dei tempi di reazione per cui l'aggiustamento fra i tassi di cambio non è altrettanto istantaneo.
Facendo i calcoli, ci si aspetterebbe ad esempio che il cambio euro/dollaro diviso per il cambio dollaro/yen, sia sempre (e ovunque, in tutti i mercati) uguale al cambio euro/yen: invece, cambiare euro prima in dollari (senza spenderli) e poi da dollari in yen, ha un costo diverso che cambiarli da euro in yen direttamente e senza passare per i dollari.
Si dice che queste sono equazioni tendenziali, vere non in ogni istante di tempo, ma dopo un certo tempo finito, detto tempo di aggiustamento, viziato dal fatto che mentre i tassi di cambio si allineano tra loro, continuano anche a variare: in questo caso mentre il tasso di euro/yen dovrebbe allinearsi a euro/dollaro e dollaro/yen presi come le due variabili indipendenti, questi ultimi continuano anche a variare.
Per alcune monete, oggetto di attacchi speculativi e di un ruolo non adeguato della Banca Centrale, la variazione è praticamente del tutto casuale.
Il tempo di allineamento minimo fra i tassi di cambio non è calcolato e noto teoricamente, e può essere tale da consentire una speculazione anche da parte di operatori umani e non automatici.

### Speculazione rialzista e ribassista nella Borsa valori
La speculazione può essere al rialzo, in cui si compra subito un bene per rivenderlo in futuro ad un prezzo maggiore, oppure al ribasso, vendendo subito un bene il cui prezzo si ritiene diminuirà in futuro.
Di norma, la speculazione rialzista viene semplicemente attuata acquistando e accumulando un bene per rivenderlo in futuro quando il prezzo aumenterà. La speculazione ribassista invece può essere attuata ritardando l'acquisto di un bene ad un momento futuro, prevedendo che il prezzo diminuisca, oppure vendendo allo scoperto, ciò impegna lo speculatore che attua questa operazione a vendere un titolo a lui concesso in prestito e a riconsegnarlo all'intermediario finanziario nella medesima quantità in futuro, prevedendo di acquistarlo dal mercato quando il prezzo è diminuito.
Oltre a ciò, da un punto di vista teorico, dato che la moneta è un bene come altri, chiunque speculi al rialzo sul prezzo di un bene sta, nello stesso istante, speculando al ribasso sul valore della moneta rispetto a quel bene e viceversa.
La differenza pratica tra le operazioni di speculazione al rialzo e al ribasso è che speculando al rialzo sul prezzo di un bene, lo speculatore rischia una quantità limitata di capitale (quello speso per acquistare il bene da rivendere, che si traduce in una perdita massima del 100% del capitale), mentre uno speculatore al ribasso rischia una quantità indeterminata di capitale (quello che dovrà spendere per acquistare il bene futuro e assolvere al contratto, che in caso di mercato rialzista si traduce in un perdita indeterminata, che potrebbe essere ben oltre il 100% del capitale).
Parallelamente, lo speculatore al rialzo può guadagnare una quantità indeterminata di denaro in futuro rivendendo il bene su cui sta speculando, mentre lo speculatore al ribasso può, al massimo, guadagnare il prezzo del bene che ha precedentemente venduto allo scoperto (nel caso il prezzo del bene sia diventato zero in futuro).
In alcuni Paesi i regolatori del mercati finanziari hanno approvato dei regolamenti per contrastare le vendite allo scoperto poiché considerate come operazioni destabilizzanti del mercato, mentre in altri Paesi, come la Cina, la vendita allo scoperto è stata introdotta proprio al fine di incrementare la stabilità finanziaria. Uno dei principali strumenti per limitare la vendita allo scoperto è la riduzione dei tempi di liquidazione intercorrenti fra la vendita e il regolamento dell'operazione; un tempo non accorciabile è quello fra l'emissione dell'ordine e l'accoglimento da una controparte di mercato. Altri strumenti sono il deposito preventivo di titoli e capitali in un conto vincolato presso l'ente preposto alla regolazione degli scambi: un deposito di capitale contro la speculazione rialzista, e un deposito di strumenti finanziari per limitare quella ribassista. In Italia, nel 2008, la CONSOB ha adottato una norma temporanea, valida fino a gennaio 2009, che obbliga i venditori a dimostrare disponibilità e proprietà dei titoli dal momento dell'ordine fino alla data di regolamento dell'operazione.

#### Speculazione allo scoperto
In caso di ribasso dei prezzi, lo speculatore può agire allo scoperto. In questo caso l'investitore, detto in gergo scopertista, può vendere degli strumenti finanziari che ancora non possiede, scommettendo su un abbassamento del loro prezzo in modo da acquistarli prima della scadenza del pagamento. In questo modo, guadagna sulla differenza fra il prezzo di vendita e quello inferiore di acquisto. Un esempio di compravendita allo scoperto è quello del margin negli anni trenta.
Una compravendita allo scoperto offre margini di guadagno più elevati quando viene effettuata con degli strumenti finanziari che hanno una forte volatilità, ovvero che possono variare il loro prezzo in modo consistente anche in pochi giorni di tempo. Gli strumenti derivati rientrano in questa categoria.
Per arginare il fenomeno delle vendite allo scoperto, le autorità di regolamentazione possono imporre un breve periodo per la liquidazione delle operazioni. Una misura più radicale è l'obbligo per l'emittente l'ordine di avere proprietà e disponibilità dei titoli dal giorno stesso dell'ordine fino al regolamento dell'operazione, escludendo il prestito temporaneo di titoli.

#### Speculazione su strumenti derivati
La speculazione su strumenti derivati si realizza in prevalenza comprando o vendendo questi strumenti senza essere in possesso del relativo sottostante, cioè agendo allo scoperto. L'agire allo scoperto consente, a parità di rischio, di moltiplicare i rendimenti e la leva finanziaria attraverso l'uso della marginazione.
L'interesse dell'investitore non è quello di avere a disposizione a una certa data e prezzo una quantità di valuta straniera o di materie prime, ma lucrare dalla compravendita del derivato.
Nel luglio 2008, per arginare la speculazione, la SEC americana ha posto restrizioni alla vendita di derivati per investitori che non possono dimostrare il possesso del sottostante, tramite un certificato di deposito proprio o di terzi.
Fra le possibili regolamentazioni per ridurre la speculazione su derivati, in particolare di materie prime o generi alimentari, possono essere adottate le seguenti:
- ridurre la durata massima degli strumenti finanziari; a ogni compravendita del derivato è probabile un aumento del prezzo del derivato e del titolo sottostante;
- vietare i fondi che investono in derivati con questi sottostanti;
- ridurre la quantità di sottostante che un singolo soggetto può negoziare in un certo arco di tempo (giornaliero, mensile, etc.).

### La speculazione fuori dalla Borsa valori
Anche al di fuori dell'ambito della Borsa valori, rimane costante il principio della speculazione: l'assunzione di posizioni (non solo finanziarie, ma anche in altri beni) in base ad aspettative sull'andamento futuro di una o più variabili aleatorie.
È quindi difficile racchiudere la speculazione nel ristretto ambito della speculazione finanziaria e borsistica, poiché molte attività economiche si fondano su valori attesi di difficile quantificazione e molte imprese prendono decisioni strategiche sulla base di aspettative più o meno coerenti riguardo al futuro. Un esempio fra i tanti possibili è quello della speculazione edilizia, l'acquisizione e la successiva vendita di beni immobili con il fine specifico di ottenere un surplus tra il costo di acquisto ed il prezzo di vendita.
Aneddotica a questo proposito è la frase di un celebre banchiere, Sir Ernest Cassel: "Quando ero giovane mi chiamavano giocatore d'azzardo, poi cominciarono a chiamarmi speculatore ed oggi dicono di me che sono un grande banchiere: io però ho fatto sempre la stessa cosa".

### In Italia
Sebbene la determinazione del prezzo di acquisto di beni o servizi sia considerata un diritto insindacabile dell'imprenditore, l'ordinamento italiano prevede la fattispecie di reato denominata "manovre speculative su merci" (di cui all'art. 501 bis del c.p.).
Il reato può sussistere allorché l'aumento ingiustificato dei prezzi avvenga in presenza dell'elemento oggettivo dei beni di prima necessità e dell'elemento soggettivo dell'attività commerciale del decisore. Il reato si manifesta quando l'aumento dei prezzi sia suscettibile di generare un comportamento emulatorio generalizzato e diffuso nell'ambito di un mercato pubblicamente accessibile, di dimensione nazionale o locale.
Il medesimo effetto inflattivo si realizza in presenza di un cartello economico o di un'intesa restrittiva della concorrenza fra gli operatori economici.